# Hymenochaonia nupera
Hymenochaonia nupera är en stekelart som först beskrevs av Cresson 1872.  Hymenochaonia nupera ingår i släktet Hymenochaonia och familjen bracksteklar. Inga underarter finns listade i Catalogue of Life.